# Mega Man 11
Mega Man 11 (ロックマン11: 運命の歯車！！ (Rockman 11: Unmei no Haguruma!!) au Japon) est un jeu d'action-plates-formes développé et édité par Capcom le 2 octobre 2018 sur PC (Windows), Nintendo Switch, PlayStation 4 et Xbox One. Il s'agit du dernier épisode en date de la série classique des Mega Man,,,,,,,,.

## Trame
Dans son nouveau plan de conquête du monde, le Dr Wily décide d’équiper huit robots qu’il a volés au docteur Light avec l'une de ses premières inventions, le double engrenage (Double Gear) qui permet de ralentir le temps aux alentours et d’augmenter la puissance des attaques chargées.
Le docteur Light installe donc aussi cette invention sur Mega Man, pour l’aider à vaincre son ennemi, bien qu’il lui ait précisé que cette invention puisse être dangereuse.

## Système de jeu
Mega Man 11 est un jeu d'action-plates-formes. Comme c’est le cas pour les précédents épisodes, le joueur choisit parmi 8 niveaux et doit battre le maître robotique (Robot Master) à la fin du niveau pour pouvoir utiliser son arme dans les autres niveaux. Le joueur peut sauter, glisser et tirer avec le canon sur le bars de Mega Man. Une nouveauté dans la série vient d'une nouvelle invention, le Double Gear System, composés de trois engrenages: l'engrenage bleu, le Speed Gear, permet de ralentir le temps aux alentours, ce qui permet d'éviter les dangers et de vaincre les ennemis plus facilement, tandis que l'engrenage rouge, le Power Gear, augmente la puissance des attaques et des armes que le joueur possède; cependant, si le joueur utilise l'un des engrenages trop longtemps, ils surchauffent et le joueur ne peut plus les utiliser tant qu'ils n'ont pas refroidis. Si le joueur est proche de perdre une vie, il peut activer les deux engrenages en même temps pour utiliser le Double Gear, une combinaison des deux engrenages pour le sauver d'une situation dangereuse. Seul problème: une fois activé, il est impossible de le désactiver, et le joueur sera handicapé lorsque les engrenages surchauffent.

## Développement
Le jeu est annoncé en décembre 2017 dans le cadre de la célébration du 30e anniversaire de la série, avec les annonces de rééditions des jeux Mega Man. Mega Man 11 présente des personnages et des environnements polygonaux en 3D, fondés sur l'approche pixel art des précédents jeux de la série. Il est réalisé par Koji Oda et produit par Kazuhiro Tsuchiya,,.

## Accueil
- Canard PC : 6/10[13]

Début février 2019, Capcom indique avoir distribué 870 000 copies du jeu à travers le monde.